# Love 2015
Love 2015 è una compilation 2015 composta da due cd per un totale di 30 brani. Raggiunge la prima posizione nella classifica FIMI.

## CD 1
1. Fedez feat. Francesca Michielin - Magnifico
2. Laura Pausini - Non ho mai smesso
3. Tiziano Ferro - L'amore è una cosa semplice
4. Marco Mengoni - Non passerai
5. Fiorella Mannoia - Sally
6. Modà - Ti amo veramente
7. Deborah Iurato - L'amore vero
8. Francesco De Gregori - La donna cannone
9. Giorgia - Quando una stella muore
10. Niccolò Fabi, Daniele Silvestri e Max Gazzè - L'amore non esiste
11. Elisa - A modo tuo
12. Alex Britti - Una su 1.000.000
13. Annalisa - L'ultimo addio
14. Francesco Renga feat. Alessandra Amoroso - L'amore altrove
15. Samuele Bersani - Giudizi universali

## CD 2
1. Emma - Resta ancora un po'
2. Negramaro - Un passo indietro
3. Gianna Nannini - Lontano dagli occhi
4. Cesare Cremonini - GreyGoose
5. Chiara - Il rimedio la vita e la cura
6. Antonello Venditti - Unica
7. Alessandra Amoroso - L'hai dedicato a me
8. Biagio Antonacci - Ho la musica nel cuore
9. Dolcenera - Mai più noi due
10. Gianluca Grignani - L'amore che non sai
11. Giusy Ferreri - Stai fermo lì
12. Rocco Hunt - Ho scelto me
13. Noemi - La costruzione di un amore
14. Eros Ramazzotti -	Abbracciami
15. Marco Rotelli - Il mio domani